# 18 juillet dans les chemins de fer
18 juin 18 août
Chronologies thématiques
- Croisades
- Sports
- Disney

Cette page concerne les événements qui se sont déroulés un 18 juillet dans les chemins de fer.

## Événements

### XIXesiècle
- 1889 : ouverture de la ligne Eyguières - Meyrargues

### XXesiècle
- 1910. Australie : Un train de voyageurs roulant à travers un épais brouillard heurte une locomotive à l'arrêt près de Melbourne, tuant 9 personnes.
- 1998. France : accord de partage de code entre la SNCF et la compagnie aérienne United Airlines qui permet aux passagers aériens d'acheter simultanément leurs places dans le TGV et avec des réductions tarifaires.